# Mjösjön (Kråksmåla socken, Småland)
Mjösjön är en sjö i Nybro kommun i Småland och ingår i Alsteråns huvudavrinningsområde. Sjön har en area på 0,484 kvadratkilometer och ligger 86,2 meter över havet.

## Delavrinningsområde
Mjösjön ingår i det delavrinningsområde (631748-151385) som SMHI kallar för Utloppet av Allgunnen. Medelhöjden är 93 meter över havet och ytan är 53,52 kvadratkilometer. Räknas de 43 avrinningsområdena uppströms in blir den ackumulerade arean 1 115,12 kvadratkilometer. Avrinningsområdets utflöde Alsterån mynnar i havet. Avrinningsområdet består mestadels av skog (69 procent). Avrinningsområdet har 14,25 kvadratkilometer vattenytor vilket ger det en sjöprocent på 26,6 procent.